# Sharon Kovacs
Sharon Wilhelmina Gerarda Kovacs (* 15. April 1990 in Baarlo) ist eine unter ihrem Nachnamen Kovacs bekannte niederländische Sängerin. Im August 2014 wurde sie durch ihre Single My Love bekannt.

## Biografie

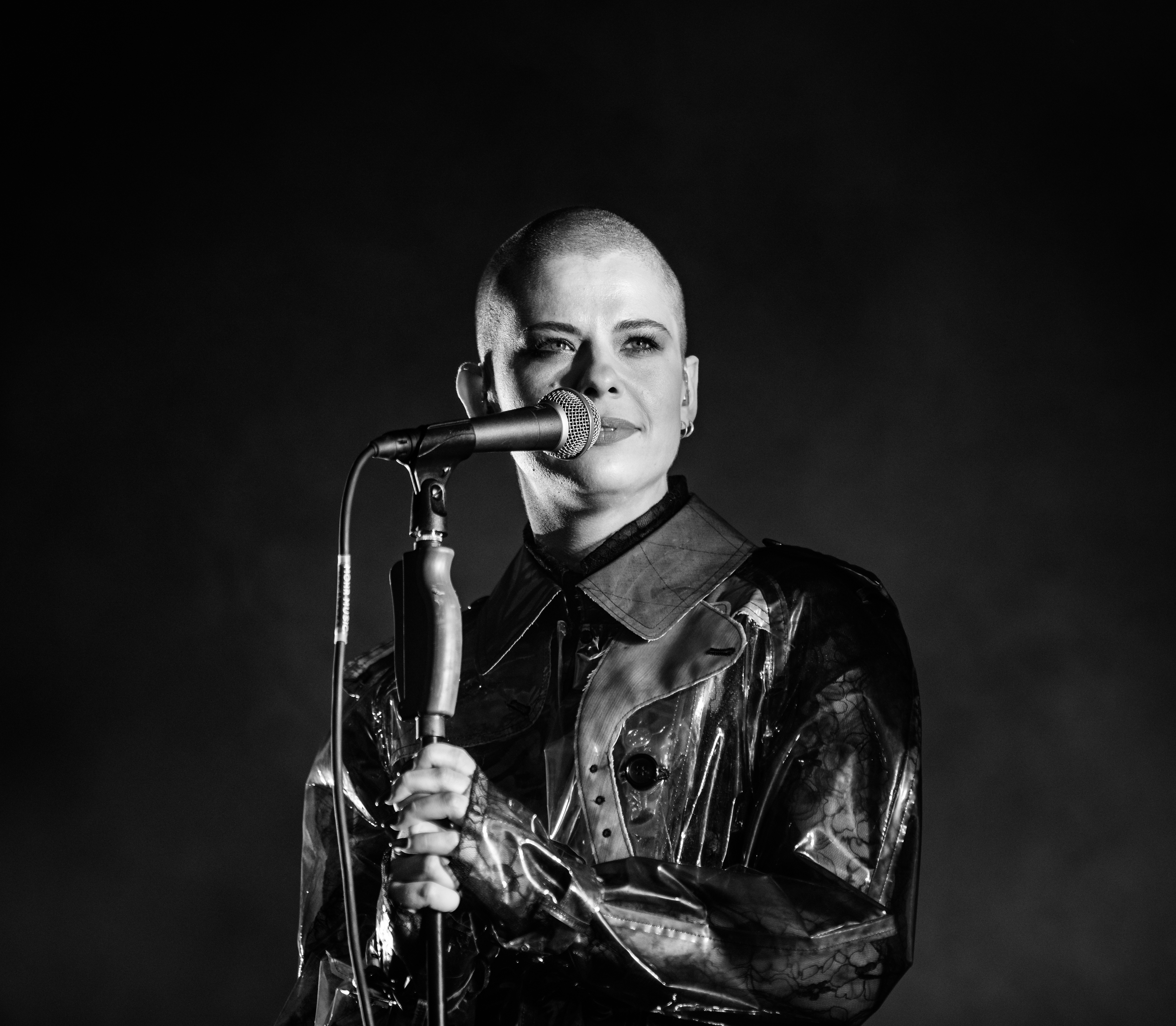
Sharon Kovacs live bei Rock am Ring 2019

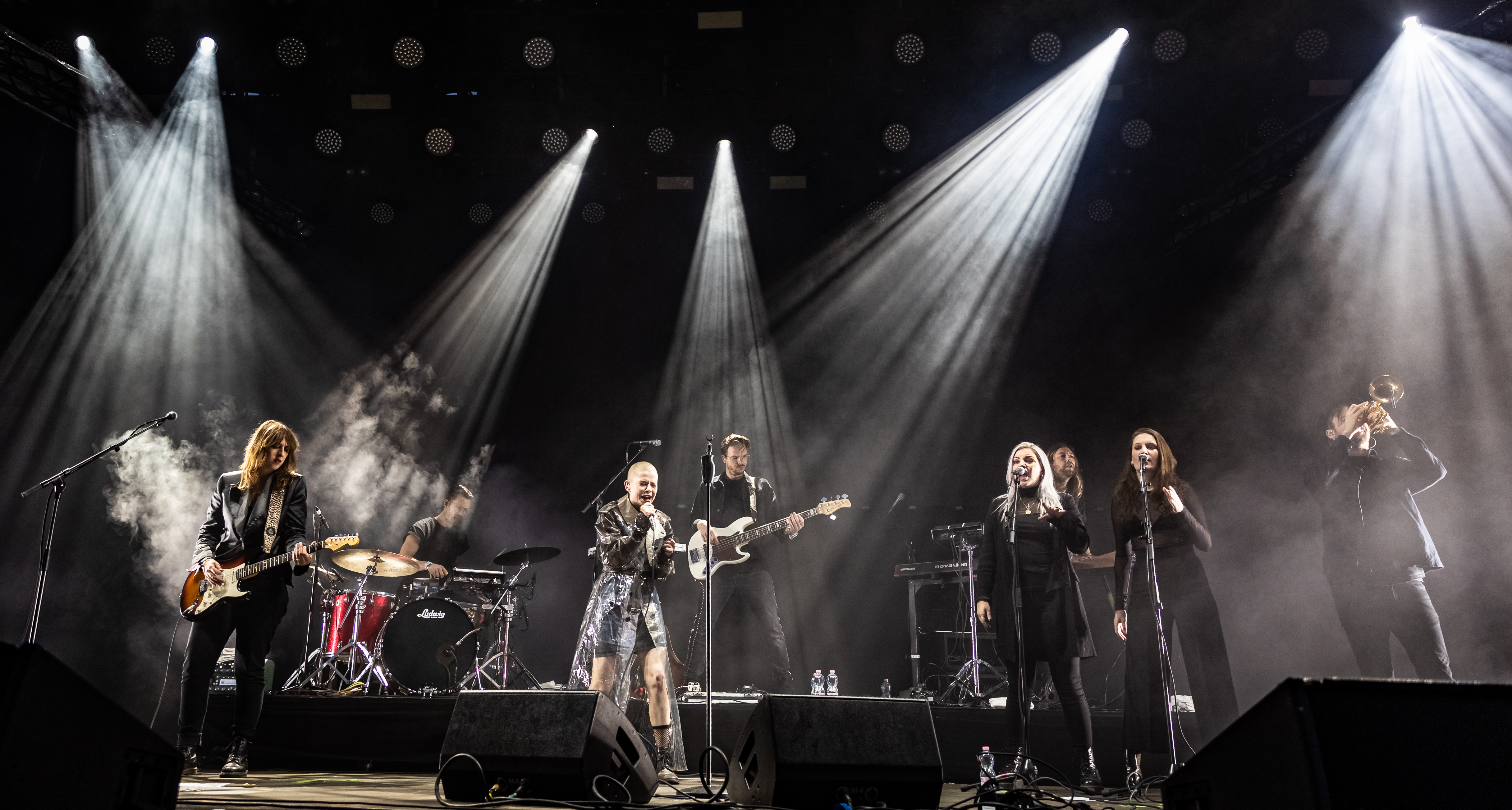
Sharon Kovacs live bei Rock am Ring 2019

Kovacs studierte am Rock City Institute in Eindhoven. Zusammen mit Oscar Holleman arbeitete sie 2014 an ihrer ersten EP My Love, die sie im kubanischen Havanna aufnahm und die auch das Stück My Love enthält. Dieses Stück erreichte im August 2014 die niederländische Tipparade. Am 1. Juni 2014 wurde sie vom Sender NPO 3FM zum 3FM Serious Talent gekürt. 2014 trat sie auf mehreren Musikfestivals auf, u. a. dem North Sea Jazz Festival und A Campingflight to Lowlands Paradise.
Auf dem Album Vergeten liedjes voor vergeten kinderen, ein Album von achtzehn Künstlern, die die Einnahmen dem Roten Kreuz stifteten, singt Kovacs Song for Joel.
Im Januar 2023 erschien ihr drittes Album Child of Sin, dessen Titelsong sie im Duett mit dem Rammstein-Sänger Till Lindemann singt.

## Diskografie

### Alben
- 2015: Shades of Black
- 2018: Cheap Smell
- 2023: Child of Sin

### Singles
- 2014: My Love
- 2015: Diggin’
- 2015: The Devil You Know
- 2015: 50 Shades of Black
- 2017: Sugar Pill
- 2018: Cheap Smell
- 2018: Black Spider
- 2018: It’s the Weekend (feat. gnash)
- 2018: Mama & Papa
- 2019: Snake Charmer (mit Parov Stelar)
- 2020: Mata Hari
- 2021: Tutti Frutti Tequila
- 2022: Bang Bang
- 2022: Fragile
- 2022: Goldmine
- 2023: Child of Sin (feat. Till Lindemann)